# 朴金喆
朴金喆（パク・クムチョル、1912年-1968年）は、朝鮮民主主義人民共和国（北朝鮮）の政治家。朝鮮労働党の甲山派に属していた。

## 経歴
咸鏡南道甲山郡生まれ。1930年代に甲山郡一帯で抗日運動に参加する。1936年5月に祖国光復会の結成に参加し、金日成の属する東北抗日聯軍などと連携して活動する。1937年10月に恵山事件が起きて朴金喆は日本の警察に逮捕されて投獄される。1941年8月に裁判で無期懲役の判決を受けた。1945年8月に日本の敗戦により朝鮮は解放される。
1948年3月に朝鮮労働党の党中央委員となる。朝鮮人民軍の総政治局副局長、朝鮮労働党中央管理部長、党中央組織指導部長などを歴任。1953年8月に朴憲永らの国内派の追放・粛清に金日成に協力する。1953年8月に朝鮮労働党の政治局員となる。1954年3月に朝鮮労働党の常任政治局員、党書記、党副委員長となる。1962年から1967年まで最高人民会議常任委員会副委員長を務める。1966年10月に党組織指導部長、対南朝鮮宣伝工作担当となる。
1967年8月に朴金喆は、朝鮮労働党の中央委員会第4期第15次総会において呉振宇人民武力部長（国防相）によって千里馬運動を妨害したとされ反党・反革命分子として名指しで批判を受けて会議場において抗議のため自殺を図り一命を取り留めたが、翌年、粛清されて処刑されたという。